# Сирмиум (тема)
Вижте пояснителната страница за други значения на Срем.
Тема Сирмиум или Сремска тема е византийска административна единица (тема), която е същестувала на части от дешна Сърбия, Хърватия и Босна и Херцеговина през 11 век. Нейна столица е Сирмиум, днес Сремска Митровица.